# El labrador de más aire
El labrador de más aire es una de las primeras obras de teatro del poeta español Miguel Hernández. Fue publicada en 1937. Esta obra se inscribe en el teatro social de la producción hernandiana. Es la principal pieza dramática en verso del poeta oriolano, de clara intención social, ya que muestra la preocupación de Miguel Hernández por los problemas de la época que vivió, en plena guerra civil española.

## Contexto histórico

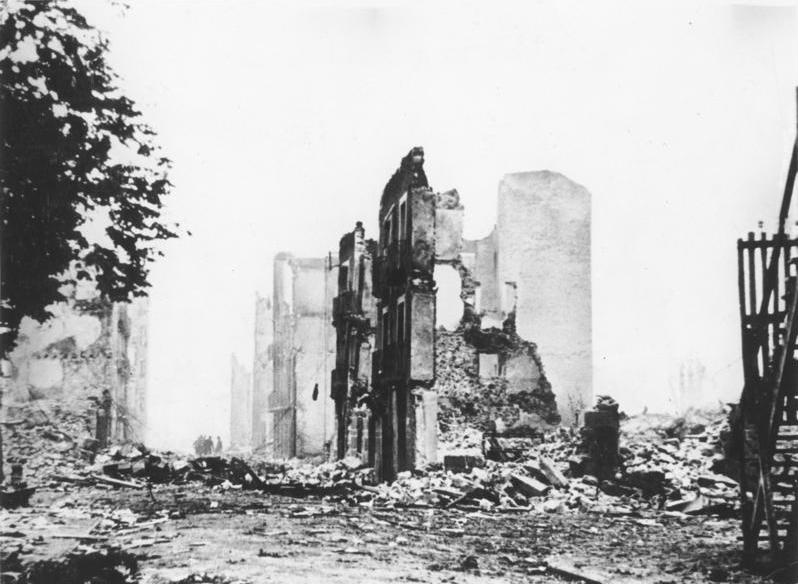
Bombardeo de Guernica en 1937. Ejemplo del entorno del autor cuando escribió la obra.

Esta obra de Miguel Hernández fue escrita en 1936 y publicada en 1937. Previamente, en 1935, había escrito Los hijos de la piedra, otra obra de teatro en la que denunciaba y criticaba la situación de la gente de su tiempo, sus condiciones y sus derechos. Pero El labrador de más aire fue la obra más crítica del oriolano, que curiosamente publicó antes de ser encarcelado. Paralelamente a Miguel Hernández, otros autores escribían obras con temas similares como el destino trágico y el amor, siendo este el caso de La casa de Bernarda Alba de Federico García Lorca.
En el mismo año que escribió El labrador de más aire, Hernández se alistó al Ejército Popular de la República donde fue nombrado Comisario de Cultura. Participó en diversas batallas, donde actuaba como soldado y poeta, e iba escribiendo obras de denuncia social como su obra dramática Teatro en la guerra. Durante la guerra se escapó a su tierra natal para casarse con Josefina Manresa y publicar Viento del pueblo. Poesía en la guerra, Teatro en la guerra y El labrador de más aire.

## Temática
A pesar de que la obra fue publicada en 1937, no se estrenó hasta el otoño de 1972. El autor oriolano expone en su obra dramática una temática amorosa con un carácter crítico, donde describe problemas sociales relacionados con la época que se vivía en ese momento tales como el deseo de poder de un líder autoritario y la pobreza de ciudadanos inocentes.
Miguel Hernández presentó una serie de ciclos argumentales en su obra. A juzgar por el año y el argumento, se ve que la obra está en medio de un periodo de transición de un ciclo a otro, ya que empezó a escribirse en 1936, con el ciclo del amor hernandiano, y terminó en 1937, con el ciclo de la historia.
Con influencias de Lope de Vega, Miguel Hernández compone esta obra teatral escrita en verso, fácil de entender, entretenida, con temas que gustaban en la época como el amor campesino, y con una intencionalidad crítica.

## Estructura y métrica
Consta de tres actos repartidos en cuadros que ayudan a la mejor comprensión de las escenas.
El primer acto tiene dos cuadros, donde el primero tiene ocho escenas y el segundo otras cuatro. En él se hace una breve presentación de los personajes. A continuación se muestran los diferentes sentimientos y pareceres acerca del protagonista, de otros personajes y de la situación en la aldea.
El segundo acto está compuesto por tres cuadros; el primer cuadro con tres escenas, el segundo con cuatro y el tercero con ocho. Se desarrolla la acción que da lugar al enfrentamiento y posterior enemistad entre el galán y el villano.
El tercer acto se compone de tres cuadros; el primer cuadro dispone de cinco escenas, el segundo de otras cinco y el tercero de tres escenas. En este último acto se desarrollan los sucesos que dan lugar al final dramático de la obra, dando lugar a la no habitual victoria del villano.
Miguel Hernández empleó una métrica y una rima muy cuidadas, alternando diversos tipos de estrofas según el carácter de la escena. Aparecen canciones y estrofas populares junto a otras cultas: décimas, quintillas, cuartetas, romances hexasílabos y octosílabos, seguidillas y coplas de pie quebrado.

## Argumento

### Acto primero
Encarnación está enamorada de su primo Juan, pero él no lo sabe y ella no se atreve a decírselo. Juan nota que ella está decaída e insiste en que le cuente qué le ocurre, pero ella se niega. Otro de los mozos, Tomaso, está a su vez enamorado de Encarnación. 
Mientras tanto, varias mozas están reunidas ensalzando la figura de Juan, de las que todas están prendadas. También discuten entre ellas, pretendiendo competir por conseguir las atenciones de Juan. Al acudir Encarnación junto a las mozas, éstas le instan a que interceda por cada una de ellas, pero ella les confiesa que también siente amor por él, a pesar de ser su primo.
Blasa, la madre de Juan, quiere que Encarnación vaya a divertirse a la fiesta de la aldea. Ésta confiesa a su tía el amor que siente por Juan y, a pesar del dolor que a la vez siente por no poder estar a su lado, prefiere vivir con ese dolor. Encarnación se va y aparece Antonina, amiga de Blasa, para anunciar que está a punto de llegar Don Augusto, el propietario de toda la aldea. Don Augusto no había venido nunca a la aldea y por ello existe gran extrañeza sobre los motivos de la visita. 
Se produce la llegada de Don Augusto, junto a su hija Isabel, para alojarse en casa de Blasa y se sorprende de que nadie más haya acudido a recibirle. Los recién llegados se muestran en todo momento altivos, autoritarios e impacientes. Cuando aparece Encarnación, que ha decidido vestirse para acudir a la fiesta, Don Augusto queda prendado de su hermosura.
En la fiesta, los mozos y las mozas cantan y bailan al son de la música. Al cesar la música, cada una de las mozas trata de que Juan se fije en ella. Alonso, enamorado de Luisa, una de las mozas, se queja de que es Juan el que recibe todas las atenciones y reta a Juan a ver quién es el que mayor número de veces puede levantar una gran piedra en el menor tiempo posible. El reto se produce, Juan vence y Alonso se marcha resentido.
Aparece Encarnación en la fiesta y anuncia la llegada a la aldea de Don Augusto y su hija. Uno de los labradores, Gabriel, explica el modo de ser cruel del propietario de la aldea, lo que provoca la ira de Juan, pero Gabriel le aconseja que sea prudente. Todos se disponen a desalojar la plaza por si pudieran molestar al señor. Cuando este, junto a su hija Isabel, aparecen en la plaza, Juan se enfrenta a ellos. De pronto se anuncia que un toro se ha escapado y viene por la plaza. Todos huyen, excepto Encarnación, que permanece en la plaza, mientras Juan tiene que defender a Isabel del toro.

### Acto segundo
Don Augusto ha decidido subir las rentas a los aldeanos pero Juan no está dispuesto a complacer sus deseos porque la tierra no rinde lo suficiente. Durante la siega, los otros mozos aconsejan a Juan que no se rebele, pero este sigue dispuesto a combatir la tiranía del señor. Alonso aparece y expresa todo el odio que siente hacia Juan. Ambos están a punto de llegar a pelear con las hoces, pero los otros mozos lo impiden.
En la casa, Juan confiesa a Encarnación que se ha enamorado de Isabel desde que tuvo que protegerla del toro. Al pasar Isabel, Juan la retiene y le reprocha su falta de atención. Isabel, orgullosa, replica que no tiene ninguna obligación por haberla protegido del toro y muestra su desdén por tener que mezclarse con los aldeanos. Juan le confiesa que está enamorado de ella, la cual reacciona burlándose, poniendo de manifiesto las diferencias sociales que los separan y señalando que seguramente lo que él busca es su fortuna. Juan niega esto último y se muestra orgulloso de ser labrador. Cuando Isabel se va, Encarnación trata de hacer ver a Juan que no debe querer a Isabel pero él no puede quitársela del corazón. 
En la fuente, Blasa y Antonina se cuentan sus respectivas penas. Antonina tiene un esposo alcohólico que no atiende sus obligaciones familiares. Blasa, por su parte, está viviendo un infierno desde que llegó Don Augusto, que aumentó las rentas a los aldeanos, cobró rencor a su hijo y va persiguiendo a su sobrina. Para colmo, Juan, enamorado la hija del señor, está apesadumbrado y triste. Además, Alonso, lleno de rencor contra Juan, sigue buscando pelea con él. 
Las mozas llegan a la fuente y cada una contempla su belleza al reflejarse su imagen en el agua. Llegan a la conclusión de que no pueden perder su belleza amando a quien no les quiere, por lo que deciden olvidarse de Juan y volver su atención hacia los otros mozos. Más tarde, Tomaso confiesa a Encarnación el amor que siente por ella, sin embargo ella está triste y no tiene ganas de escucharle en ese momento. Cuando se va Tomaso, llega Don Augusto y acosa a Encarnación, pero aparece Juan para librarla de él. Juan ataca y da una bofetada a Don Augusto. Este le anuncia que está despedido, a lo que Juan replica que no tiene ninguna intención de irse. Don Augusto le amenaza reiterando que, vivo o muerto, lo hará salir de la aldea. 

### Acto tercero
Juan se encuentra abatido porque Isabel lo desprecia. Se descubre que alguien ha robado trigo y Tomaso sospecha de Alonso, que además se ha aliado con Don Augusto en su odio contra Juan. Por otro lado, las mozas buscan la atención de los mozos: Rafaela busca el amor de Tomaso e informa a este de que Encarnación está enamorada de Juan. Tras hablar con Encarnación, Tomaso da por perdidas las esperanzas que tenía con ella. 
Isabel intenta convencer a Juan de que no sea tan altanero con su padre: si le tratase con respeto, ella intercedería para que él no lo echase de la aldea. Llega incluso a ofrecerle dinero, pero a Juan lo único que le importa es que ella acepte su amor y rechaza su dinero. 
En la taberna, Juan recrimina a sus paisanos que no están dispuestos a rebelarse todos juntos contra los abusos de Don Augusto, pero éstos, conformistas, no quieren abordar el tema por miedo a las posibles represalias y se refugian en el vino.
Don Augusto y Alonso, llenos de odio hacia Juan, planean su asesinato. Juan se dirige a la era, donde le está esperando oculto Alonso. Allí Encarnación por fin confiesa a Juan todo lo que siente por él. Él se avergüenza de haber estado ciego durante tanto tiempo y se muestra feliz y dispuesto a corresponder al amor de su prima. Cuando se retiran a dormir juntos en la era, Alonso sale de su escondite para clavar la hoz en el cuerpo de Juan y lo mata.

## Personajes

### Juan
Desde el principio de la obra, ya se observa que Juan destaca por su condición de galán, característica que causa la atracción de su prima Encarnación y de las demás mozas de la aldea. Sin embargo, él no presume de sus cualidades que tanto alaban sus amigos y familiares. Su temperamento y firmeza ante situaciones difíciles se hace evidente en su enfrentamiento con don Augusto.

### Encarnación
Dentro del grupo de aliados de Juan está Encarnación, su prima, la cual a lo largo de la obra llega a destacar incluso más que Juan en lírica y drama. Ella es la protagonista femenina, la cual abre y cierra la obra. Su amor por Juan es tan intenso que llega a no aceptar el amor de Tomaso, un hombre honrado, y al poderoso don Augusto, dueño de su aldea.

### Isabel
Isabel, hija de don Augusto, forma parte de los oponentes de Juan junto con su padre y Alonso. Juan se esfuerza mucho por enamorarla, pero ella, con su egoísmo y desprecio a los que no son de su misma clase, le rechaza. A lo único que ella está dispuesta, es a pagar a Juan para que deje de lado el rencor hacia su padre.

### Blasa
Blasa es una mujer trabajadora, a quien preocupa mucho el problema de sequía de la aldea y la que se da méritos propios de su vida campesina ante don Augusto. También es la madre de Juan, de quien intenta defenderlo de todo y todos. Pero este cariño llega a rozar la pasión, ya que afirma haber llegado a mirarle con ojos de enamorada. Tanto ella como su amiga Antonina se caracterizan por el cariño mutuo que tienen por Juan y su rebeldía también mutua ante don Augusto.

### Antonina
Antonina representa varios paralelismos con Blasa ya que ella es quien anuncia que don Augusto y su hija van a ir a la aldea. Antonina está marcada por un marido borracho que no trabaja, Carmelo, y cinco hijos a los que no puede alimentar. Posee una valentía que se hace evidente cuando se enfrenta a su marido, además de mostrar cierta ironía ante don Augusto e Isabel. Además, su relación defensora con Juan se hace evidente cuando critica el comportamiento de Alonso.

### Don Augusto
Don Augusto, dueño de la aldea, es el cabecilla de los contrarios a Juan. Su enemistad está basada en las razones sociales, en el odio, y en las cuestiones amorosas. En las sociales se refieren al miedo de este a que los aldeanos se unieran a Juan para rebelarse contra él, lo que supondría el fin de su mandato tiránico. En cuanto al odio, don Augusto no puede perdonar la falta de respeto que le ha mostrado Juan en el momento en que este le abofetea y desobedece. Estos actos por parte de Juan son los que le llevan a aliarse con Alonso.
Por cuestiones amorosas, cabe destacar el encaprichamiento amoroso con Encarnación, prima de Juan, sabiendo que ella está enamorada de su primo. Aunque don Augusto tenga muchas posesiones, ella le rehúsa, lo cual añade otro motivo para odiar a Juan.

### Alonso
Alonso es un joven campesino que siempre ha envidiado a Juan. En múltiples ocasiones intenta vencerle públicamente, pero siempre sin éxito. Su enemistad, al igual que con don Augusto, está compuesta por varias razones. Dentro de las razones sociales encontramos que para Alonso eliminar a Juan supondría abrirse paso por encima de él, salir de la sombra que le hace con su protagonismo continuo. El odio que siente Alonso hacia Juan es el que le lleva a aliarse con don Augusto para vengarse.
En cuestiones amorosas, Alonso está enamorado de Luisa, quien a su vez está enamorada de Juan. El rechazo de esta por estar enamorada de Juan le provoca otra herida en su honor, lo que alimenta su sed de venganza.

### Los coros

#### Coro de mozas
El coro de mozas está compuesto por todas las mujeres que afirman estar enamoradas de Juan. Está formado por Baltasara, Teresa, Luisa y Rafaela. Las mozas siempre intervienen de forma coral para alabar a Juan o para predicar su amor por él. Sin embargo, Luisa y Rafaela son las que tienen un papel más importante y destacan más que las demás por un papel más individual.

#### Coro de mozos
El coro de mozos lo integran Lázaro, Lorenzo, Roque y Tomaso, que son los que admiran y respetan a Juan, además de ser quienes le apoyan en lo que ellos no se atreverían a hacer nunca. Se quejan de la dureza de su trabajo y del aumento de los impuestos de su amo. Mientras Juan se preocupa por el hambre que pasa la aldea, ellos tan solo quieren comer y beber en paz. Dentro de este grupo destaca más la figura de Tomaso.

#### Coro de labradores
El coro de labradores viene a ser muy parecido al de mozos en su manía de ignorar los problemas que hay en la aldea. Este grupo está integrado por Carmelo, Gabriel y Quintín. La diferencia entre los mozos y los labradores, es que los labradores les superan en edad y por tanto, en experiencia.

## Influencias

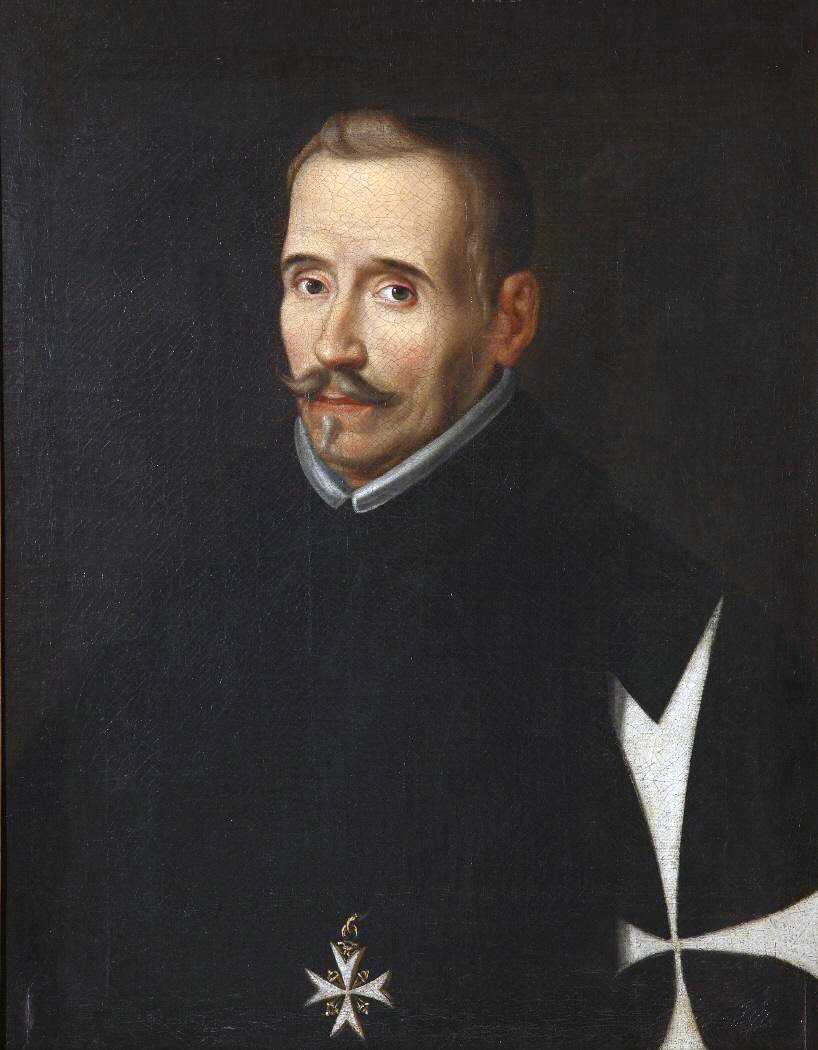
Lope de Vega, dramaturgo español del, gran influencia de Miguel Hernández.

Esta obra está relacionada con otras obras del Siglo de Oro español, más concretamente con las obras de Lope de Vega, en las cuales se muestra al villano como alguien que desea defender su honra ante el ataque de cualquiera, los dramas rurales y sociales, y además la postura de dignidad que se presenta entre los diferentes personajes de la aldea.
La influencia de Lope se ha repetido muchas veces por su lenguaje poético y por otros conceptos, aunque también le influye en menor grado Calderón de la Barca. Un ejemplo de la influencia de Lope es la obra de este titulada Fuenteovejuna, en la cual sucede un caso parecido, por no decir igual, al de don Augusto y Encarnación, donde el señor de la aldea intenta aprovecharse de la campesina y su enamorado (Juan) lo impide.
Pero aun así existen diferencias entre Lope de Vega y Miguel Hernández: por ejemplo que en Lope de Vega el orden normal queda restablecido a lo habitual, mientras que con Miguel se finaliza la obra con el lamento de Encarnación, que es muy similar al lamento de Melibea en La Celestina de Fernando de Rojas; además, también existen diferentes intenciones entre ellos. Lope busca el entretenimiento del público, no disciplinarlo ni moralizarlo.
Sin embargo, por la obra en general, queda comprobado que la mayor influencia de Miguel Hernández fue Lope de Vega, tanto en la obra como en influencias de juventud durante la formación del poeta. Por otro lado, al igual que los demás integrantes de la generación del 27, Miguel Hernández se ve atraído poéticamente por Luis de Góngora, principal integrante del culteranismo español del siglo XVII.

## Crítica y recepción de la obra
Aunque esta obra fuera calificada por varios críticos como la más lograda de Miguel Hernández, lo cierto es que no tuvo una influencia remarcable. Una de las primeras críticas que recibió fue la de Ricardo Doménech en el año 1974; esto significa que en los treinta y cinco años siguientes a su publicación no destacó como pudieron destacar otras obras. Sin embargo, desde el momento en que fue estrenada, ha recibido varias críticas positivas como la de Fernando Lázaro Carreter en 1977, donde dijo que la obra era "el drama teatral de más directo pensamiento de nuestro teatro contemporáneo". Agustín Sánchez Vidal en 1992 afirmó que "aunque nunca podemos hablar de una obra que resulte rotunda...El labrador de más aire tuvo un valor literario indudable".
Pese a que estos personajes ilustres han aclamado la obra, no puede afirmarse que la misma tuviera un éxito indiscutible, ya que el autor fue más conocido entre el público como poeta que como dramaturgo, y así lo dice Agustín Sánchez Vidal en otra crítica que hizo a esta obra en 1976: "obra maestra (si no como teatro, sí como poesía)". De este modo, la crítica que mejor se adapta a la obra es la que hizo el profesor Díez de Revenga en 1997: "la culminación de una manera de hacer teatro, vinculada a cierta tradición literaria, pero también presidida por la originalidad y el impulso de quien era un gran poeta y deseaba ser un gran dramaturgo".